# Curtara bicolorata
Curtara bicolorata är en insektsart som beskrevs av Metcalf och Bruner 1949. Curtara bicolorata ingår i släktet Curtara och familjen dvärgstritar. Inga underarter finns listade i Catalogue of Life.